# پالچیکوو
پالچیکوو (به لاتین: Palchikovo) یک منطقهٔ مسکونی در روسیه است که در باشقیرستان واقع شده‌است.